# Manuel Buzón
Manuel Buzón fue un destacado pianista, director de orquesta y compositor de tango argentino que nació en Buenos Aires el 18 de diciembre de 1902 y murió en la misma ciudad el 14 de julio de 1954. Se lo recuerda como un inspirado compositor, de gran aptitud evocativa.

## Primeros años
Nació en el barrio de Flores donde sus padres, los inmigrantes españoles Manuel y Dolores Moreno, vivían en la calle Méndez de Andés 1831. Fue a la escuela primaria que funcionaba anexa a la Parroquia de Nuestra Señora de Buenos Aires y participó en la Scola Cantorum de la Iglesia , mostrando así tempranamente su gusto por la música y el canto. En 1915 interpretó con una compañera El dúo de los paraguas en un espectáculo organizado en el Cine Teatro Excelsior por el Club Social América dando muestras de su desenvoltura actoral y de sus buenas dotes vocales. En los años siguientes participó en espectáculos organizados por la parroquia, en 1922 integró como pianista un trío que interpretaba música clásica y en 1924 se recibe de profesor superior de piano y solfeo.

## Su ingreso a la radio
La circunstancia de que en Boyacá casi esquina Avellaneda, muy cerca de su casa, se instalara la estación LOY Radio Nacional Flores lo motiva a ofrecer sus servicios y, al ser aceptado por su dueño el Sr. Penella comenzó en 1924 a trabajar allí como pianista y cantor. Ese mismo año participó junto con los demás artistas de la radio en un gran festival en el Cine Varela de la calle Varela 1136 en el actuó también Rosita Quiroga integrando el Trío Quiroga - Páez Aranda - Palacios. En octubre de este año, Buzón integró la oequesta que acompañó a Rosita Quiroga en el registro para la grabadora Victor de los tangos El último cariño de A. Marengo y Calla corazón del propio Buzón.
En su labor de compositor se destacan el shimmy Gentil marquesita y sus tangos La Maestrita con letra de J. Martinelli Massa y Acacia.
En 1926 al mismo tiempo que actuaba en la radio como cantor o dirigiendo una orquesta típica que integraban Antonio Sureda, Francisco Gomara y Aurelio Ruiz, se desempeñó en ella como secretario de la Dirección Artística primero y como Director Artístico después.
En febrero de 1927 la radio, que sería más adelante Radio Belgrano, fue comprada por ochenta mil pesos por Jaime Yankelevich. De ese año es el estreno del tango Cancionero de Buzón, cantado primero por Azucena Maizani y luego por Agustín Magaldi. Le sigue, ya en 1928, el tango Mediodía con letra de Celedonio Flores, grabado en discos Victor por Alberto Vila. En mayo Buzón debutó en el Cine Villa Crespo con la orquesta que integra como director, pianista y cantor junto con Ventura Villar en violín, Guillermo Lértora y Héctor Baldi en bandoneón y Agustín Furchi en contrabajo. En los inicios de 1929 estrenó el tango ¡Ufa! ... ¡qué secante!, que tenía cierta dosis de humor.

## Gira por España
El 29 de mayo de 1929 partió en barco hacia Europa la orquesta de Buzón integrada por Ventura Villar y J. R. Rodríguez en violines; R. Gargiulo, Héctor Baldi y V. R. Fumagalli en bandoneones, F. Dal Molin en contrabajo más el cantor Oscar Carranza. La gira comenzó en la Exposición Internacional de Barcelona y continuó en distintas ciudades de España, incluyendo una presentación en el Palacio de Oriente ante los Reyes. La orquesta actuó en Barcelona en el Teatro Cómico, en la radio de esa ciudad y en el Principal Palace, donde cerró en septiembre de 1929 la actuación en esa ciudad con un gran fin de fiesta. 
En octubre de 1929 debutó en la boite Maipú Pigall's de Madrid, siguió con representaciones en el Real Cinema y en el Teatro Principal. También en el Central Cinema de Murcia, en el Central de Alicante y en el Café Central de Cartagena, finalizando la gira en la inauguración del Salón Moderno de la Exposición Internacional de Sevilla y en febrero de 1930 se embarcó hacia Buenos Aires.
En esa exitosa gira se destacaron sus interpretaciones de El entrerriano, Pájaro azul, Malevaje y Cancionero. Grabó para Victor los tangos El entrerriano (instrumental) y Cancionero (con su voz) y, compartiendo el canto con Carranza, la zamba La Tupungatina y la tonada Las Margaritas.

## Retorno a Buenos Aires
Durante 1930 Manuel Buzón compuso y estrenó los tangos Madrugada, Ojos negros, Tarde gris y Bigotito, este último con letra de Ismael R. Aguilar y J. Martinelli Massa. En agosto de ese año debutó con su orquesta en el Teatro Rívoli de Villa Crespo. Al año siguiente actuó por las radios LR2, LR9, LS2 y LR1 y se presentó con gran éxito en el Teatro Marconi de la calle Rivadavia 2230, con el cantor Teófilo Ibañez, constituyendo un gran éxito su interpretación de la zamba Por el camino. También se presentaba diariamente en el Bar - Billares "Río de la Plata" en la calle Gaona frente al monumento al Cid Campeador.
El 17 de agosto de 1931 el diario Jornada, perteneciente a Natalio Botana retrasmitió con altoparlantes al público congregado frente a su sede de la Avenida de Mayo el relato de la pelea del boxeador Justo Suárez con Emil Rossi realizada en el "Dexter Park Arena" de Nueva York (perdió Suárez en el 1* round) y la orquesta Buzón interpretó el vals La serenata de ayer y los tangos Buen amigo, El entrerriano y Bigotito para entretener a la concurrencia antes de la transmisión. 
En septiembre de ese año Buzón con su orquesta comenzó a participar en un difundido programa de Radio Prieto auspiciado por vino Toro, junto con conocidas figuras del momento. En marzo de 1932, debutó en el Teatro Nacional encarnando al tango tal como era en ese momento, en un espectáculo llamado El tango porteño que mostraba la evolución del género.
En abril de 1932 actuó en LS4 Radio Porteña y LS9 La Voz del Aire. En mayo de este año animó en el teatro Onrubia el acto en el que hacía el primer gran sorteo de cupones de los cigarrillos "Caranchos". En junio del mismo año seguía actuando en LR4 Radio Prieto en programas auspiciados por el vino Toro.
En el espectáculo de octubre de 1932 transmitido desde el cine Monumental denominado "Gran Programación" referido al inicio de la temporada radio - teatral actuó la orquesta de Buzón (con la incorporación de Alfredo Gobbi en el violín) y los cantores Osvaldo Moreno y Félix Gutiérrez, junto con otros prestigiosos artistas. En noviembre comenzó a actuar por LR9 Radio Fénix y en diciembre lo hizo en el Cine familiar Villa Crespo de la calle Triunvirato (actual Avenida Corrientes) 835 (numeración de esa época).
En el concurso organizado por el diario Crítica en el Luna Park a principios de 1933 Buzón obtuvo el tercer premio con el tango Después hablamos.
En marzo de 1934 actuó en Radio París y en diciembre de ese año incorporó a Roberto Zheman como cantor. En 1935 la orquesta actuó en LS9 La Voz del Aire integrada por los siguientes músicos: J. C. Horiasol, M. Fernández, D. Loria, A. Vázquez, J. Ferreyra, F. Mancini, A. Ruiz, A. Marraccini, J. Corleto y el cantor Roberto Delmar y luego por LS1 Radio Municipal, pero con el cantor Oscar Carranza.
En 1936 actuó en Radio Municipal y en LS10 Radio Callao. En junio incorporó como cantor a Amadeo Mandarino, con el cual en 1937 actuó en LR4 Radio Splendid y en Radio Rivadavia. En 1938 la orquesta Buzón viajó a Bahía Blanca para animar los carnavales de los bancarios. En 1942 y 1943 volvió a actuar por Radio El Mundo e hizo numerosas grabaciones para el sello Odeón. En los años siguientes realizó actuaciones esporádicas.
Manuel Buzón falleció el 14 de julio de 1954 en Buenos Aires.

## Obras
- Calla corazón
- La Maestrita (letra de J. Martinelli Massa)
- Acacia
- Gentil marquesita (shimmy).
- Cancionero (letra de Celedonio Flores)
- ¡Ufa! ... ¡qué secante!
- Madrugada
- Ojos negros
- Tarde gris
- Bigotito (Letra de Ismael R. Aguilar y J. Martinelli Massa)
- Después hablamos
- Viejo penar
- La serenata de ayer (Vals)
- Mano brava (Milonga)
- Mediodía

## Grabaciones
- Al cerrar los ojos (Canta Osvaldo Moreno) 4-9-1942
- Al verla pasar (Canta Amadeo Mandarino) 11-2-1942
- Alice 12-5-1942.
- Canto al tango	(Canta Osvaldo Moreno) 10-2-1943
- Compadre y buen mozo (Canta Osvaldo Moreno) 13-1-1943.
- Ficha de oro (Milonga. Canta Osvaldo Moreno) 17-11-1942.
- Fueye (Canta Amadeo Mandarino) 5-6-1942.
- Jazmín Simón	(Milonga negra. Canta Amadeo Mandarino) 12-5-1942.
- Mano brava (Milonga. Canta Amadeo Mandarino) 11-2-1942.
- Mediodía (Canta Osvaldo Moreno) 13-1-1943.
- Mi vida fue una milonga. (Milonga. Canta	Osvaldo Moreno)10-2-1943.
- Miedo (Vals criollo. Canta Amadeo Mandarino) 5-6-1942.
- Música de organito (Milonga. Canta Amadeo Mandarino) 31-3-1942.
- Nunca pensé (Canta Osvaldo Moreno) 17-11-1942.
- Pichón enamorado (Vals. Canta Osvaldo Moreno) 4-9-1942.
- Qué has hecho de mi cariño (Canta Amadeo Mandarino) 31-3-1942.